# Каваллино-Трепорти
Каваллино-Трепорти (итал. Cavallino-Treporti) — коммуна в Италии, располагается в провинции Венеция области Венеция.
Население составляет 12 500 человек, плотность населения составляет 284 чел./км². Занимает площадь 44 км². Почтовый индекс — 30010. Телефонный код — 041.
Покровительницей Трепорти почитается святая Филомена, день памяти святой — 11 августа.